# Taractrocera archias
Taractrocera archias is een vlinder uit de familie van de dikkopjes (Hesperiidae). De wetenschappelijke naam van de soort is voor het eerst geldig gepubliceerd in 1860 door Felder & Felder.